# Returpapper

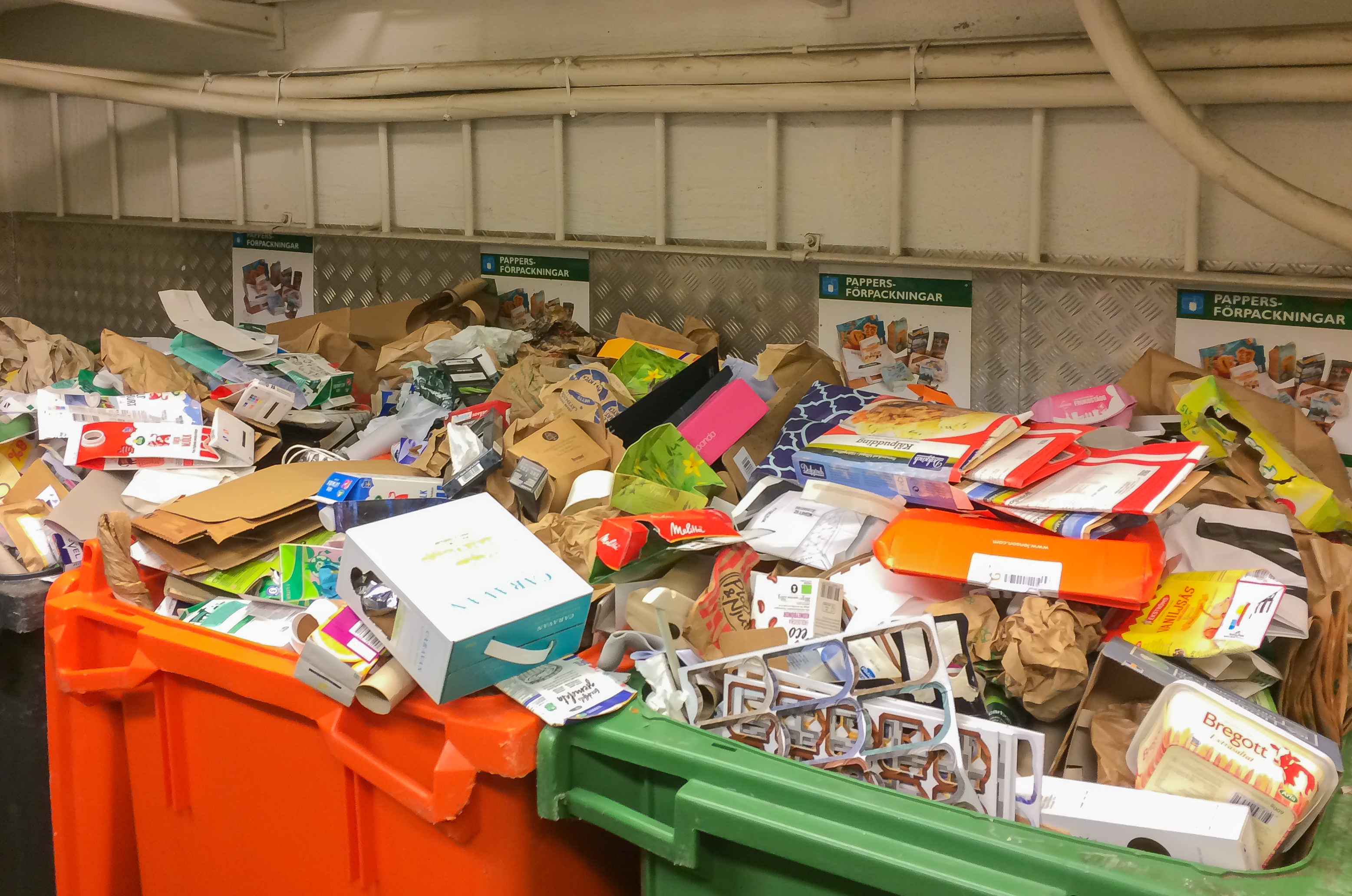
Pappersåtervinning i återvinningsrum i Stockholm 2020.

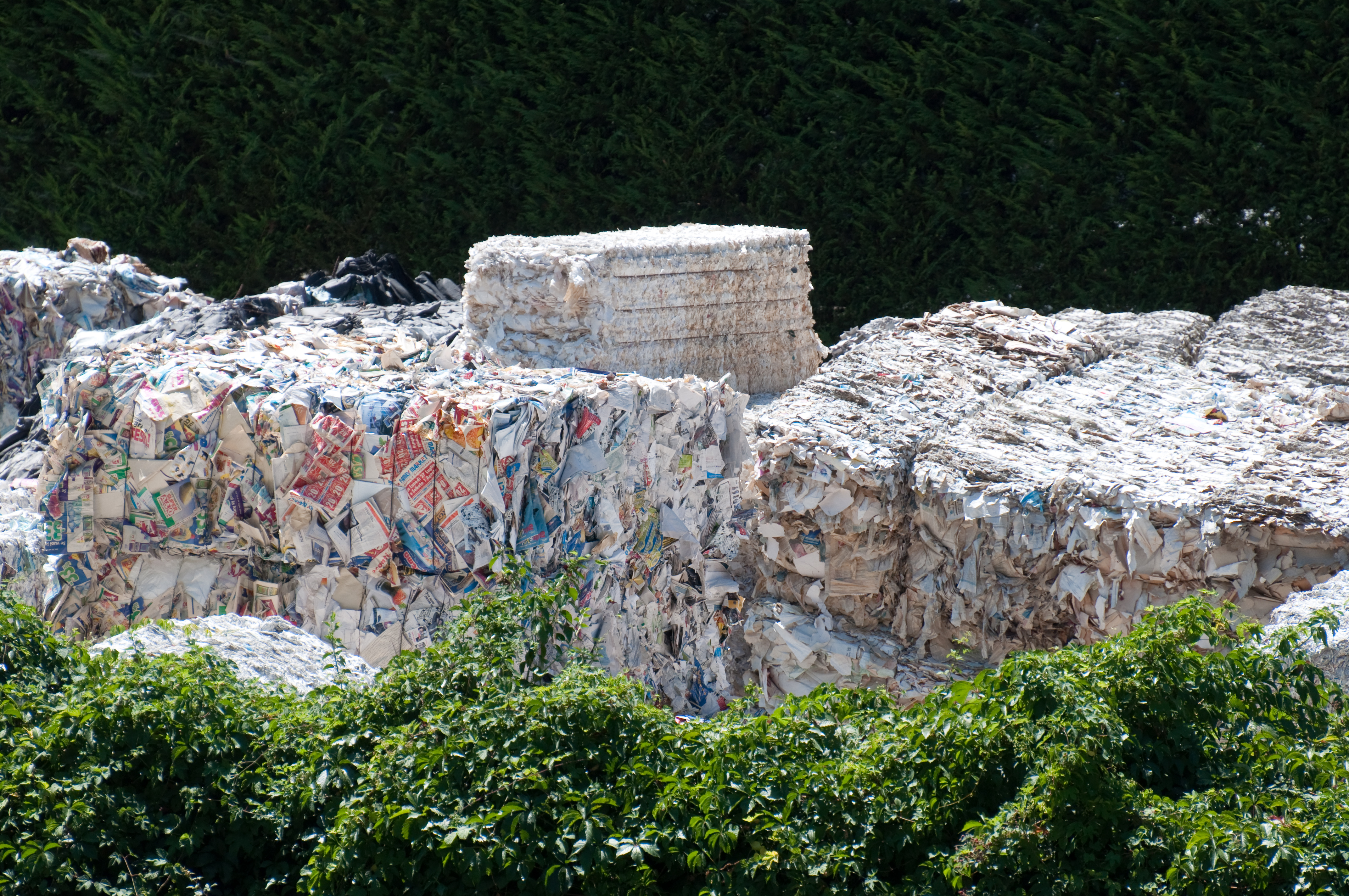
Uppsamlat pappersavfall för återvinning i Italien 2009.

Returpapper, ibland återvinningspapper, tidigare avfallspapper, är mer eller mindre använt papper som samlats in och går i retur, i första hand till pappersbruk, som återanvänd fiberråvara för papperstillverkning.

## Returpappersinsamling och sortering
Huvudandelen av ljusare returpapperet omfattar tidningar, tidskrifter, broschyrer och kataloger tillsammans med kontorspapper (mest kopieringspapper) och returpapper från tryckerier. Vidare går en stor del av wellpappkartonger ("bruna" kvaliteter) i retur från butiker och varuhus för tillverkning av ny wellpappråvara (liner och fluting). Kuvert bör däremot gå i hushållsavfall, på grund av problem som skapas i pappersbruken av limmet. Enligt Avfall Sverige samlades år 2023 i Sverige in 110 530 ton returpapper, eller drygt 10 kilo/person, för materialåtervinning. Pappersfibrer kan i genomsnitt genomgå cirka 5 till 7 återvinningscykler innan de är helt uttjänta. Returpapper har en densitet i balad form av cirka 200 kg per kubikmeter.
I Sverige administreras pappersåtervinningen av Pressretur AB inom ramen för det så kallade producentansvaret. Organiserad pappersåtervinning har i Sverige förekommit sedan början av 1970-talet.
Returpapper brukas sorteras för att skapa lämplig fibersammansättning för olika pappersprodukter. Sålunda sorteras returpapper ofta i fem huvudgrupper:
- tidnings-, journal- och katalogpapper (engelska ONP, old newspapers och OMG, old magazines)
- vitt skriv- och tryckpapper (kontorsretur), mest kopieringspapper
- vitt finpapper utan tryck, till exempel från tryckerier
- wellretur (bruna (oblekta) kvaliteter) (engelska OCC, old corrugated containers)
- övrigt (ofta osorterat)

## Papperstillverkning från returpapper
I pappersbruken behandlas returpapperet först till returfiber och därav tillverkas papper eller kartong på pappersmaskiner. Returfiberberedning inkluderar flera olika reningssteg med sand-, plast- och partikelavskiljning, bland annat genom silning och virvelrening. För att avlägsna trycksvärta tillämpas i vissa fall, såsom vid tillverkning av tidningspapper och mjukpapper, avsvärtning (engelska deinking) följt av dispergering och ibland av tvättning. Tvättning tillämpas ofta för att minska damning. Vidare tillämpas ofta också en ligninbevarande blekning med hjälp av ditionit eller väteperoxid för att höja ljusheten på returfibern.
Utbytet från returpapper till returfiber beror dels på returpapperets renhet, dels på slutproduktens kvalitetskrav och ligger i området mellan 60 och 95 %.
Returpapper lämpar sig bara för tillverkning av vissa pappers- och kartongkvaliteter. Speciellt förbrukas returpapper i tillverkning av 
- tidningspapper,
- enklare skriv- och tryckpapper,
- liner och fluting, som oftast konverteras till wellpapp,
- enklare kartong,
- mjukpapper.

Globalt utgör returfiberråvaran ungefär hälften av använd träfiberråvara i papperstillverkning och pappersmassa från färskfiber hälften.

## Svenska pappersproducenter som använder returpapper
Papperstillverkare i Sverige, som utnyttjar returpapper, är Billerud Korsnäs bruk i Skärblacka (wellretur), Fiskeby Board AB i Norrköping (blandat returpapper för produktion av bestruken kartong), Holmen Papers bruk i Braviken och Hallstavik (journal- och tidningspapper), Metsä Tissues bruk i Katrinefors och Nyboholm (tidningspapper för mjukpapper), SCA:s bruk i Munksund, Obbola och Lilla Edet (wellretur till bruken i Munksund och Obbola, samt tidningspapper till Edet för tillverkning av mjukpapper), Smurfit Kappa i Piteå (wellretur), samt Stora Ensos bruk i Hyltebruk (journal- och tidningspapper).

## Annan användning av returpapper
Returpapper används förutom till papperstillverkning också vid tillverkning av olika pressade fiberbaserade produkter, såsom äggkartonger och olika fiberbaserade innandömen i kartonger för olika artiklar, till exempel för elektronikartiklar. Denna returpappersanvändning är mycket mindre än den för papperstillverkning.